# Festival du cinéma américain de Deauville 2009
Le Festival du cinéma américain de Deauville 2009, la 35e édition du festival, s'est déroulé du 4 au 13 septembre 2009.

## Jury

### Jury de la sélection officielle
|  | Nom                                    | Qualité                           | Nationalité |
|  | -------------------------------------- | --------------------------------- | ----------- |
|  | Jean-Pierre Jeunet (président du jury) | réalisateur et scénariste         | France      |
|  | Hiam Abbass                            | actrice et réalisatrice           | Israël      |
|  | Dany Boon                              | acteur, réalisateur et scénariste | France      |
|  | Jean-Loup Dabadie                      | écrivain et journaliste           | France      |
|  | Émilie Dequenne                        | actrice                           | France      |
|  | Déborah François                       | actrice                           | Belgique    |
|  | Sandrine Kiberlain                     | actrice                           | France      |
|  | Patrice Leconte                        | réalisateur                       | France      |
|  | Géraldine Pailhas                      | actrice                           | France      |
|  | Bruno Podalydès                        | réalisateur                       | France      |

### Jury de la Révélation Cartier
Maïwenn (présidente), Romane Bohringer, Nicolas Fargues, Aïssa Maïga, Louise Monot et Raphael

## Sélection

### En Compétition
- Âmes en stock (Cold Souls) de Sophie Barthes
- Harrison Montgomery de Daniel Dávila
- Humpday de Lynn Shelton
- Precious (Precious: Based on the Novel "Push" by Sapphire) de Lee Daniels
- Shrink de Jonas Pate
- Sin Nombre de Cary Joji Fukunaga
- The Good Heart de Dagur Kari
- The Killing Room de Jonathan Liebesman
- The Messenger de Oren Moverman
- World's Greatest Dad de Bobcat Goldthwait
- Be Bad ! (Youth in Revolt) de Miguel Arteta

### Les docs de l'Oncle Sam
- Boy Interrupted de Dana Perry
- Facing Ali de Pete Mccormack
- Nightmares in Red, White and Blue: The Evolution of the American Horror Film de Andrew Monument
- Outrage de Kirby Dick
- The Cove de Louie Psihoyos
- The September Issue de R.J. Cutler
- When You’re Strange: A Film About The Doors de Tom DiCillo
- William Kunstler: Disturbing the Universe de Sarah Kunstler et Emily Kunstler

### Les Hommages
- Jim Abrahams
- Robert Aldrich
- Harrison Ford
- Andy Garcia
- Robin Wright
- David Zucker
- Jerry Zucker

### Nuits américaines
- Apparences (What Lies Beneath) – Harrison Ford

## Palmarès
| Prix                               | Lauréat                                                  |
| ---------------------------------- | -------------------------------------------------------- |
| Grand prix                         | The Messenger de Oren Moverman                           |
| Prix du jury (ex æquo)             | Precious de Lee Daniels Sin Nombre de Cary Joji Fukunaga |
| Prix de la critique internationale | The Messenger de Oren Moverman                           |
| Prix de la Révélation Cartier      | Humpday de Lynn Shelton                                  |
| Prix Michel-d'Ornano               | Qu'un seul tienne et les autres suivront de Léa Fehner   |